# Герта фон Дехенд
Герта фон Дехенд (нім. Hertha von Dechend; 1915–2001) — німецька археологиня, професорка Інституту історії природничих наук Університету Франкфурта-на-Майні. Відома своїми теоріями про астрономічні знання в доісторичні часи.

## Біографія
Дехенд вивчала культурно-історичну етнологію під керівництвом Лео Фробеніуса, філософію, стародавню історію та археологію у Франкфурті. Під час та після навчання працювала в Інституті Фробеніуса та Музеї етнології. З 1943 року працювала в Інституті історії природничих наук, заснованому в тому ж році Віллі Гартнером.
У своїй докторській дисертації «Культове та міфічне значення свині в Індонезії та Океанії» (1939) вона доказувала, що міфи мешканців островів Тихого океану можна зрозуміти, лише якщо розшифрувати їхнє наукове, особливо астрономічне значення. У своїй дипломній роботі («Міф про збудований світ як вираз архаїчного природознавства», 1960) і в своїй книзі «Млин Гамлета», яку вона написала разом з Джорджіо де Сантільяною в Массачусетському технологічному інституті (MIT) до 1969 року, вона стверджувала, що початковою функцією міфу було представлення астрономічних зв'язків і особливостей календаря. Особливо суперечливою була її теза про те, що знання про прецесію рівнодення, виражене мовою міфу, існувало ще до Гіппарха.

## Публікації
- Die kultische und mythische Bedeutung des Schweins in Indonesien und Ozeanien. Dissertation Frankfurt 1943.
- mit Giorgio de Santillana: Hamlet's Mill. An Essay on Myth and the Frame of Time. Harvard University Press, 1969, ISBN 0-87645-008-7; Neuausgabe unter dem Titel Hamlet's Mill. An Essay Investigating the Origins of Human Knowledge And Its Transmission Through Myth. Godine, 1977, ISBN 0879232153
- Die Mühle des Hamlet. Ein Essay über Mythos und das Gerüst der Zeit. Kammerer und Unverzagt, Berlin 1993, ISBN 3-926763-23-X. 2. Auflage: Springer, Wien & New York 1994, ISBN 3-211-82630-0
- Il concetto di simmetria nelle culture arcaiche. In: Evandro Agazzi (Hrsg.): La Simmetria. Il Mulino, Bologna 1973.
- Bemerkungen zum Donnerkeil. In: Yasukatsu Maeyama, W. G. Saltzer (Hrsg.): Prismata. Naturwissenschaftsgeschichtliche Studien. Festschrift für Willy Hartner. Steiner, Wiesbaden 1977, ISBN 3-515-02683-5, S. 95 ff.
- Einführung in die Archaische Kosmologie. Vorlesungen im Wintersemester 1976/77. Differenz-Verlag, München 2011.